# Jeanne Émilie de Villeneuve
Jeanne Émilie de Villeneuve (Tolosa, 9 marzo 1811 – Castres, 2 ottobre 1854) è stata una religiosa francese, fondatrice delle suore di Nostra Signora dell'Immacolata Concezione: beatificata nel 2009, è stata  proclamata santa da papa Francesco il 17 maggio 2015.

## Biografia
Di nobile famiglia, dopo la perdita della madre e di una sorella si pose sotto la direzione del gesuita Le Blanc e decise di abbracciare la vita religiosa e dedicarsi all'assistenza alle ragazze povere (specialmente delle operaie, che agli albori dell'era industriale vivevano in condizione di grande miseria materiale e morale).
Dopo aver meditato di entrare tra le Figlie della carità, diede inizio a una nuova congregazione religiosa, detta delle suore di Nostra Signora dell'Immacolata Concezione, la cui casa madre venne eretta a Castres: le suore iniziarono a dedicarsi anche alla catechesi, all'insegnamento e alle missioni in Africa, accanto agli spiritani.
La fondatrice governò il suo istituto fino al 1853: morì di colera durante un'epidemia scoppiata nel 1854.

## Il culto
Il titolo di venerabile è stato riconosciuto alla de Villeneuve il 6 luglio 1991 da papa Giovanni Paolo II.
Il 17 dicembre 2007 papa Benedetto XVI ha decretato l'autenticità di un miracolo attribuito alla sua intercessione: il rito di beatificazione, presieduto dall'arcivescovo Angelo Amato, è stato celebrato a Castres il 5 luglio 2009. Dopo il riconoscimento di un secondo miracolo è stata proclamata santa da papa Francesco il 17 maggio 2015.